# Nashville Pussy
A Nashville Pussy amerikai rockegyüttest 1996-ban alapította Atlantában a Blaine Cartwright (énekes/ritmusgitáros) – Ruyter Suys (szólógitáros) házaspár. Nevüket Ted Nugenttől kölcsönözték, aki 1978-as Double Live Gonzo! című koncertalbumán egy konferáláskor használta a "Nashville pussy" kifejezést.
1998-ban jelent meg az együttes Let Them Eat Pussy című bemutatkozó nagylemeze, amelyről a Fried Chicken and Coffee dalt Grammy-díjra jelölték a "Best Metal Performance" kategóriában. Ennek ellenére a Nashville Pussy megmaradt underground szinten. A ritmusszekció folyamatos cseréje mellett a következő évtizedekben újabb hat stúdióalbumot és több koncertfelvételt adtak ki.

## Tagok
Jelenlegi felállás
- Blaine Cartwright – ének, ritmusgitár
- Ruyter Suys – szólógitár
- Bonnie Buitrago – basszusgitár
- Ben Thomas – dobok

Korábbi tagok
- Adam Neal (a.k.a. The Rock N Roll Outlaw) – dobok
- Corey Parks – basszusgitár
- Max Terasauro – dobok
- Tracy Almazan (a.k.a. Tracy Wives, Tracy Kickass) – basszusgitár
- Katielyn Campbell – basszusgitár
- Karen Cuda – basszusgitár
- Jeremy Thompson – dobok
- RL Hulsman - dobok

## Diszkográfia
Stúdióalbumok
- Eat More Pussy (EP, 1998)
- Let Them Eat Pussy (1998)
- High As Hell (2000)
- Say Something Nasty (2002)
- Get Some! (2005)
- From Hell to Texas (2009)
- Up the Dosage (2014)
- Pleased to Eat You (2018)